# Histoire de l'Irlande entre 795 et 1169
L'histoire de l'Irlande de 795 à 1169 couvre la période s'étendant entre le premier raid viking sur l'île et le début de l'invasion normande.

## Royaumes celtes et vikings

### Guerres et royaumes à la fin duVIIIesiècle

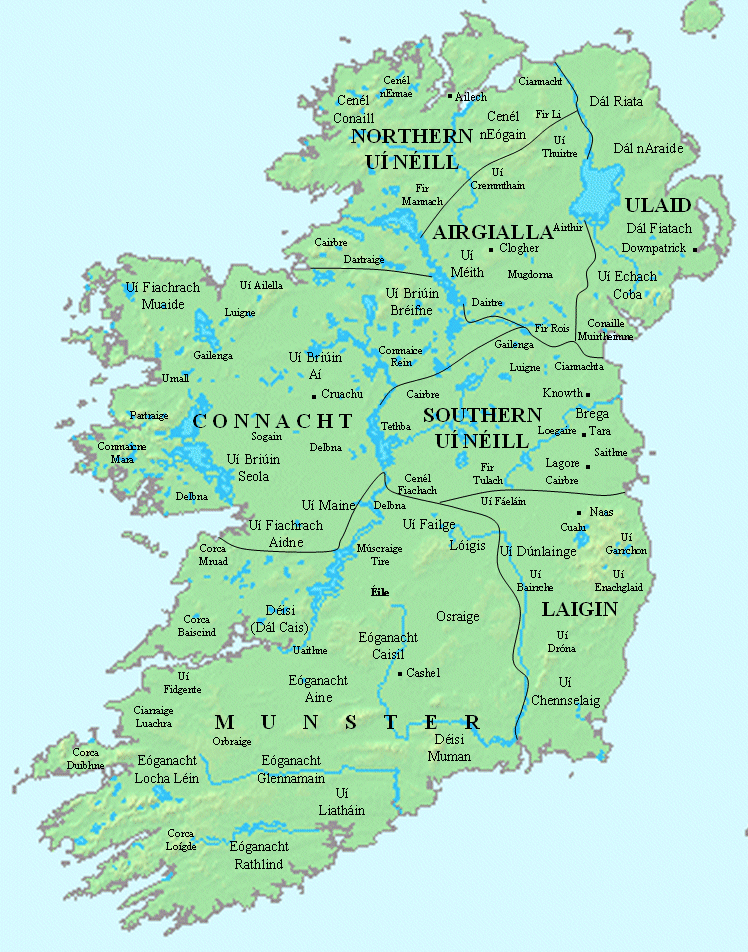
Carte politique de l'Irlande vers 800.

Au VIIIe siècle, l'île est divisée entre de nombreuses dynasties concurrentes, dont la plus puissante est celle des Uí Néill. Les Uí Néill du Nord contrôlent le nord-ouest de l'Irlande, la branche des Cenél Conaill à l'ouest et celle des Cenél nEógain à l'est. Ces derniers prennent l'ascendant sur les Cenél Conaill en 789 et s'étendent vers l'est et le sud, prenant le contrôle de l'importante communauté monastique d'Armagh, ainsi que du royaume d'Airgíalla. Ces conquêtes se font aux dépens des Ulaid (branches principales : Dál Fiatach et Dál nAraidi), dès lors confinés à l'est de la Bann. Au centre de l'île, la plaine de Mide est contrôlée par les Uí Néill du Sud depuis le VIIe siècle. Jusqu'en 728, c'est la branche des Síl nÁedo Sláine qui domine, puis elle est supplantée par le clan Cholmáin. Les seuls à pouvoir rivaliser avec les Uí Néill sont les Eóganachta du Munster, qui prétendent à la suzeraineté sur tout le sud de l'île, en vertu de la division traditionnelle de l'Irlande entre Leath Cuinn et Leath Moga. En Laigin (Leinster), la dynastie dominante est celle des Uí Dúnlainge, étroitement liée à l'abbaye de Kildare. Ils ont supplanté les Uí Cheinnselaigh à partir de 728, et ces derniers se sont retirés dans le sud-est de la région, autour de l'abbaye de Ferns. En Connacht, les Uí Briúin dominent depuis le début du siècle. Leur influence s'étend jusqu'au royaume de Breifne, au sud du territoire des Uí Néill du Nord,.

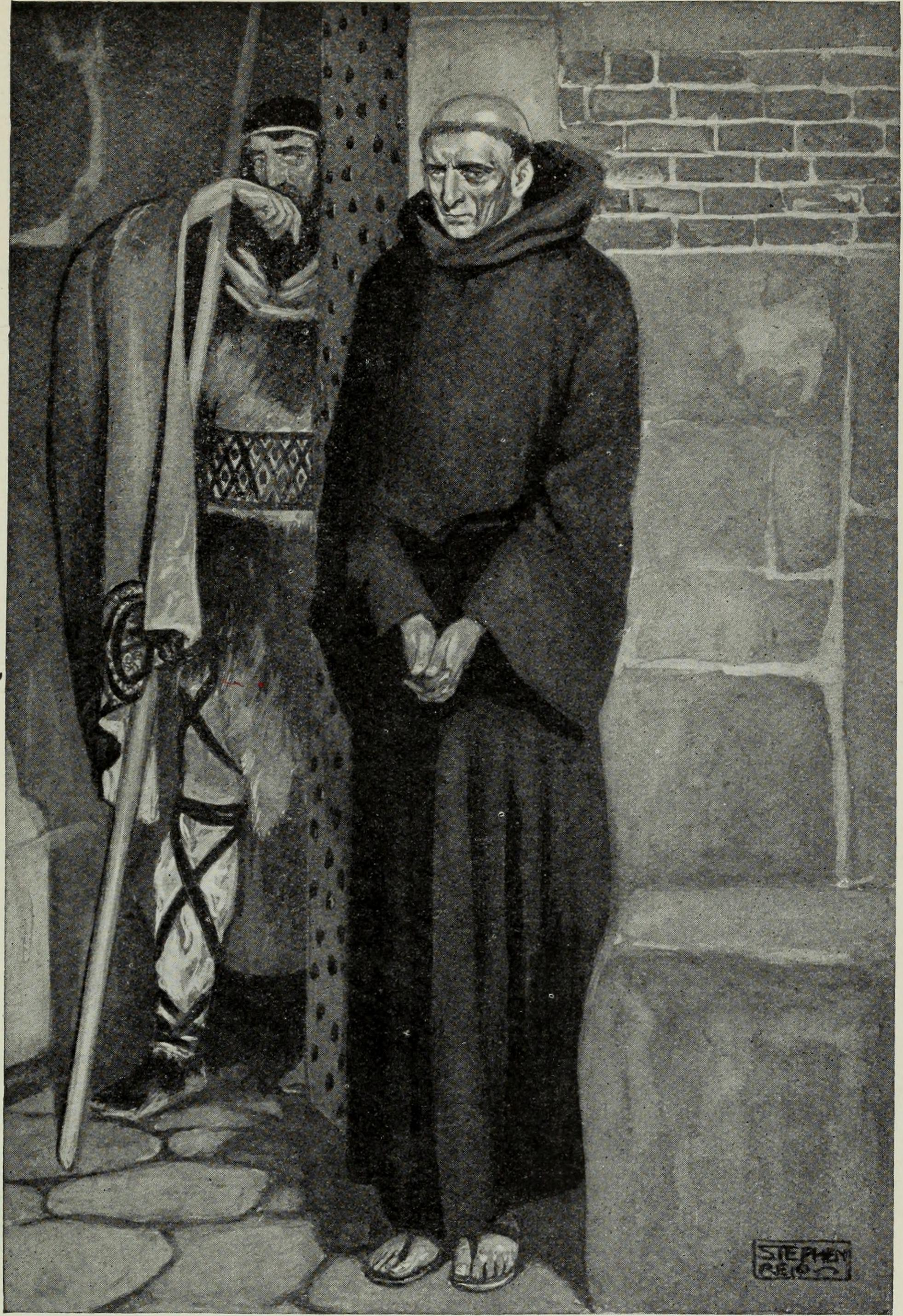
Guerrier et moine. Illustration de Stephen Reid, 1910.

Les guerres opposant les rois et royaumes entre eux ne sont que les paroxysmes épisodiques d'une violence endémique. Il n'y a pas d'armée permanente, hormis la garde personnelle des rois, mais pratiquement tous les hommes libres, et particulièrement les nobles, sont censés porter les armes et s'en servir au besoin : les seuls « civils » dispensés de combattre sont les femmes, les moines et les esclaves. La guerre est le plus souvent la manifestation d'une vendetta entre les membres des familles royales et les attaques venues de l'extérieur sont souvent corrélées à un état de discorde intérieure.
L'équipement du guerrier consiste en une lance et un bouclier ; même les nobles n'ont habituellement ni épée, ni casque ni cotte de mailles. Le cheval sert à conduire le guerrier jusqu'au champ de bataille mais il est, semble-t-il, rarement utilisé au combat. Avant les Vikings, l'Irlande est peu exposée à des menaces venues de l'extérieur, hormis une attaque des Anglo-Saxons contre Brega en 684, mais à partir de 800, plusieurs rois irlandais développent une force navale capable de ramener chez eux des princes anglo-saxons ou gallois exilés ou de mener des expéditions contre des chefs irlandais rivaux. La forme de guerre la plus courante est la razzia (en latin : uastatio, en irlandais : indred) pour ramener du bétail et des captifs : c'est presque un passe-temps habituel pour les nobles et la seigneurie pillée peut prendre sa revanche l'année suivante. Il arrive aussi que le roi se contente de rassembler son armée à la frontière pour obliger l'adversaire à négocier. Cependant, les conflits deviennent plus meurtriers avec l'arrivée des Vikings : Gothfrith Uí Ímair, « le plus cruel des rois des hommes du Nord », massacre 1 000 personnes lors d'un raid en Osraige.

### Premier âge viking (795-902)

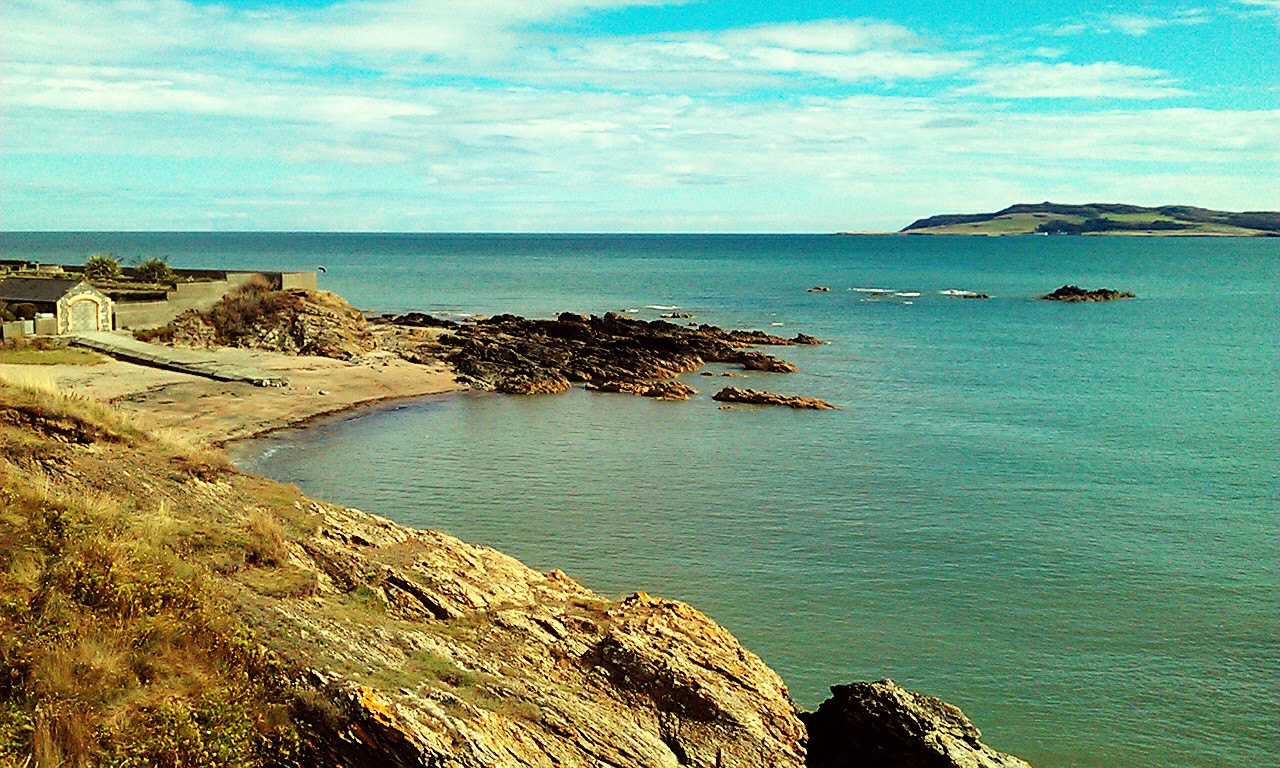
Tower Bay, sur l'île Lambay, en septembre 2013.

En 794, les Vikings mènent leurs premiers raids dans les Hébrides puis contre les monastères des petites îles irlandaises, commençant en 795 par une attaque sur l'île Lambay. L'île principale, vers 811-813, est razziée par une petite flotte norvégienne. Áed Oirdnide mac Neill, haut-roi jusqu'en 819, semble avoir été assez puissant pour dissuader les attaques vikings pendant les années suivantes mais sa mort ouvre une crise de succession. À la différence d'autres pays d'Europe, les Vikings ne trouvent pas de centres urbains préexistants : ils doivent les créer. Les Norvégiens établissent des bases aux îles Shetland, Orcades et Hébrides puis, profitant de l'affaiblissement des rois de Tara, bâtissent des camps permanents, les longphort, sur la grande île : en 841, ils fondent Linn Dúachaill (Annagassan) et Duiblinn (Dublin). Ils s'attaquent désormais à l'intérieur des terres en remontant des fleuves comme la Shannon, la Boyne ou la Liffey. Les Annales, probablement incomplètes, rapportent 6 pillages de monastères entre 795 et 807 ; après une pause, le rythme s'intensifie ensuite avec 15 mises à sac entre 820 et 829, 50 entre 830 et 845, plus 9 raids visant indistinctement « le pays et les églises ».

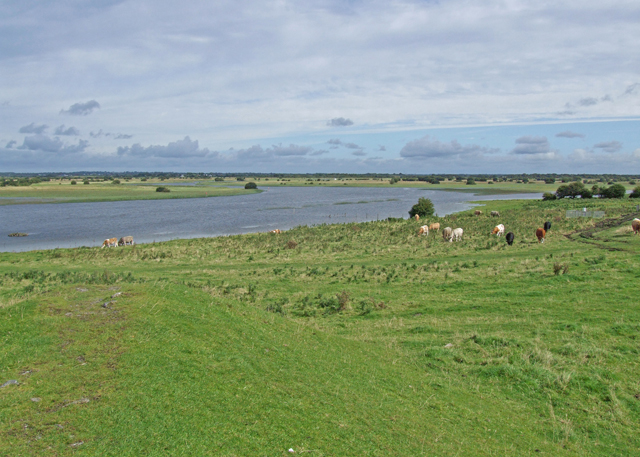
Pâturage et troupeau sur la Shannon en août 2008.

Face aux Vikings, le roi de Mide Máel Sechnaill réagit énergiquement :  en 845, l'année de son arrivée au pouvoir, il capture le Viking Turgéis et le fait noyer dans le Lough Owel. En 849, allié à Tigernach mac Fócartai, roi de Sud-Brega, il pille Dublin. En 851, toujours avec l'aide de Tigernach, il bat et fait tuer Cináed mac Conaing, roi de Nord-Brega. Ses nombreuses victoires lui permettent d'exercer son hégémonie sur le Munster, le Leinster et le Connacht jusqu'à sa mort en 862 mais son œuvre politique ne lui survit pas. Après une période d'incertitude, le titre de haut-roi revient à Áed Findliath, de l'ancienne lignée des Uí Néill,.

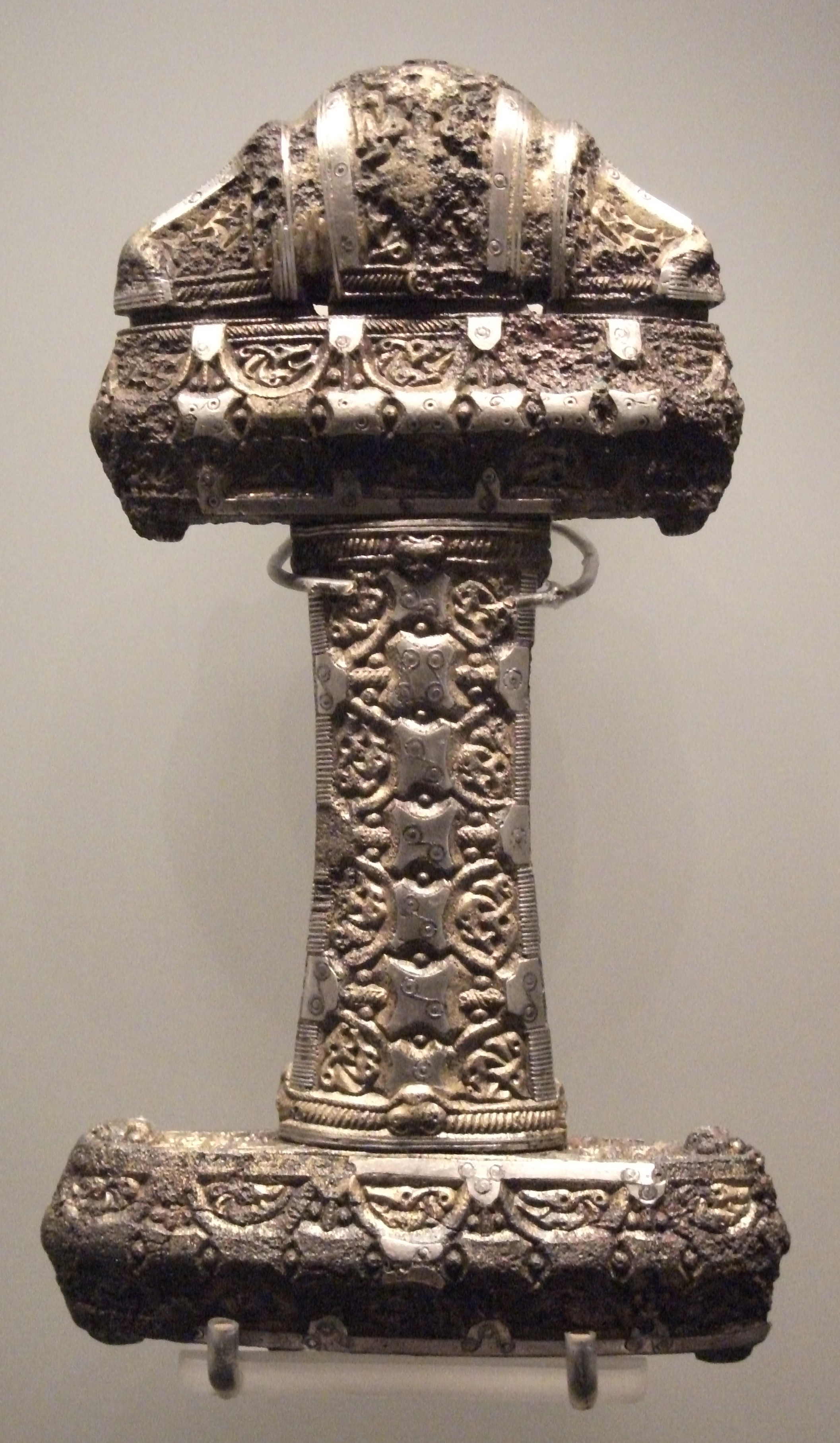
Poignée d'épée viking d'Eigg (Hébrides), IXe s.

En 853, un prince norvégien de souche royale nommé Olaf le Blanc arrive en Irlande et se rend maître de Dublin dont il devient le premier roi. Lui et son frère Ivarr lancent de nombreuses offensives sur les deux rives de la mer d'Irlande dans les deux décennies qui suivent. Ils n'hésitent pas à s'allier avec des rois irlandais contre d'autres rois irlandais, dans des alliances toujours mouvantes. Les Vikings de Dublin interviennent aussi dans les affaires du royaume écossais de Strathclyde et des royaumes anglo-saxons. En 869, Olaf pille le grand centre monastique d'Armagh : un millier d'Irlandais sont tués ou emmenés captifs. L'année suivante, Ivarr mène une expédition en Grande-Bretagne, pille Dumbarton et revient avec 200 navires chargés de captifs anglo-saxons, bretons et pictes. Olaf disparaît des annales en 871, et Ivarr meurt deux ans plus tard. C'est le début d'une période troublée pour les Vikings de Dublin qui passent le plus clair de leur temps en luttes intestines ou en expéditions vers l'Angleterre tandis que les royaumes irlandais du sud, au contact des ports vikings, développent leur propre force maritime. Les expéditions irlando-norvégiennes contribuent à affaiblir les royaumes de Northumbrie et de Mercie, dans le centre de la Grande-Bretagne, au profit de leurs voisins, les Scots au nord et le Wessex au sud,. Dublin, mal défendue, est pillée et détruite par les rois Máel Finnia mac Flannacain de Nord-Brega et Cerball mac Muirecáin de Leinster en 902 : les « païens » s'enfuient en abandonnant leur ville et un grand nombre de bateaux,.

### Second âge viking (914-980)

Royaumes celtes et colonies vikings en Irlande, fin Xe-début XIe s.

Après leur départ de Dublin, les Uí Ímair, ou « descendants d'Ivarr », restent actifs en mer d'Irlande où le réseau des colonies norvégiennes comprend l'île de Man, les Hébrides, le Solway Firth, d'où ils mènent des attaques contre les pictes et les Anglo-Saxons. 

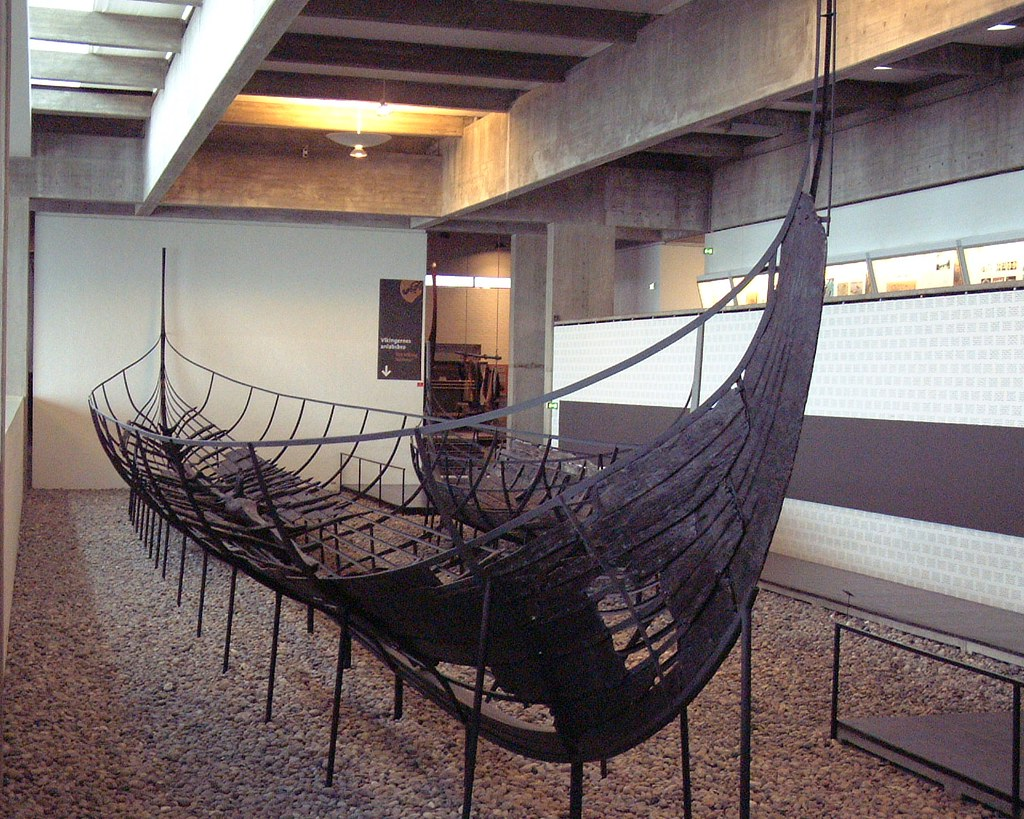
Le Skuldelev II, navire de type langskip construit en Irlande v. 1042, musée de Roskilde.

En 914, une grande flotte viking venue de Bretagne débarque à Waterford. En 915, peut-être avec des renforts, ils pillent les églises de Cork, Aghaboe et Lismore. Ils sont battus à Rahan (en) en 917. La même année, un descendant d'Ivarr, Sigtryggr Caoch, reprend Dublin. Il remporte de brillants succès face aux Irlandais : ainsi, le haut-roi Niall Glúndub de Tara est vaincu et tué en 919 en même temps que le roi de Leinster et son principal évêque ; c'est la première fois qu'autant de hauts personnages d'Irlande sont tués dans une bataille. Un autre Uí Ímair, Ragnall, bat les Vikings de Waterford puis se lance à la conquête du royaume viking d'York, en Angleterre. À sa mort en 920 ou 921, Sigtryggr vient prendre possession d'York et noue une alliance avec Guthrum, roi d'Est-Anglie. Gothfrith Uí Ímair, lieutenant de Sigtryggr, gouverne Dublin en son absence et prend Armagh mais, contre la coutume, s'abstient de piller les sanctuaires. Entre 921 et 927, les Vikings de Dublin étendent leur domination sur l'est de l'Irlande. 
Pendant cette période, une lutte pour l'hégémonie oppose les Vikings de Dublin à ceux de  Limerick. Ils sont en outre préoccupés par les vicissitudes du royaume d'York où la mort du roi Æthelstan, en 939, ouvre une nouvelle période de crise de succession. Muirchertach mac Neill, fils de Niall Glúndub, profite de ces divisions et inflige plusieurs défaites aux Uí Ímair : en 941, il pille leurs bases aux Hébrides tandis que ses alliés saccagent les environs de Dublin et battent une flotte viking au Strangford Lough. Mais Muirchertach est vaincu et tué en 943 par Blacair Gothfrithson, roi de Dublin, qui à son tour est chassé de Dublin par son cousin Amlaíb Cuarán, allié au haut-roi Congalach Cnogba. Les années suivantes sont marquées par des guerres confuses entre les rois irlandais et les branches des descendants d'Ivarr, ceux de Dublin étant plusieurs fois alliés du Leinster contre les rois de Tara. Vers 970, le haut-roi Domnall mac Muircheartach pille plusieurs monastères dépendant du royaume de Dublin. 
En 976, Amlaíb Cuarán (Olaf), roi de Dublin, rompt son alliance avec le Leinster. Il remporte une série de victoires sur le Leinster et le Meath mais le haut-roi Máel Sechnaill mac Domnaill rassemble les forces irlandaises et remporte une victoire à Tara en 980 avant d'assiéger Dublin. Après trois jours et trois nuits de siège, les Vikings de Dublin capitulent et acceptent de lui verser tribut et de libérer tous leurs esclaves. L'annaliste parle de la fin de la captivité de Babylone de l'Irlande. Waterford, l'autre grande base viking, se soumet aux rois irlandais en 984 tandis que Limerick, disputée entre plusieurs branches des descendants d'Ivarr, est inoffensive. Sigtryggr Silkiskegg, fils d'Amlaíb, tente de reprendre son indépendance mais il doit se rendre après un siège de trois semaines et payer un tribut annuel d'une once d'or par foyer.

### L'impossible unité (980-1169)

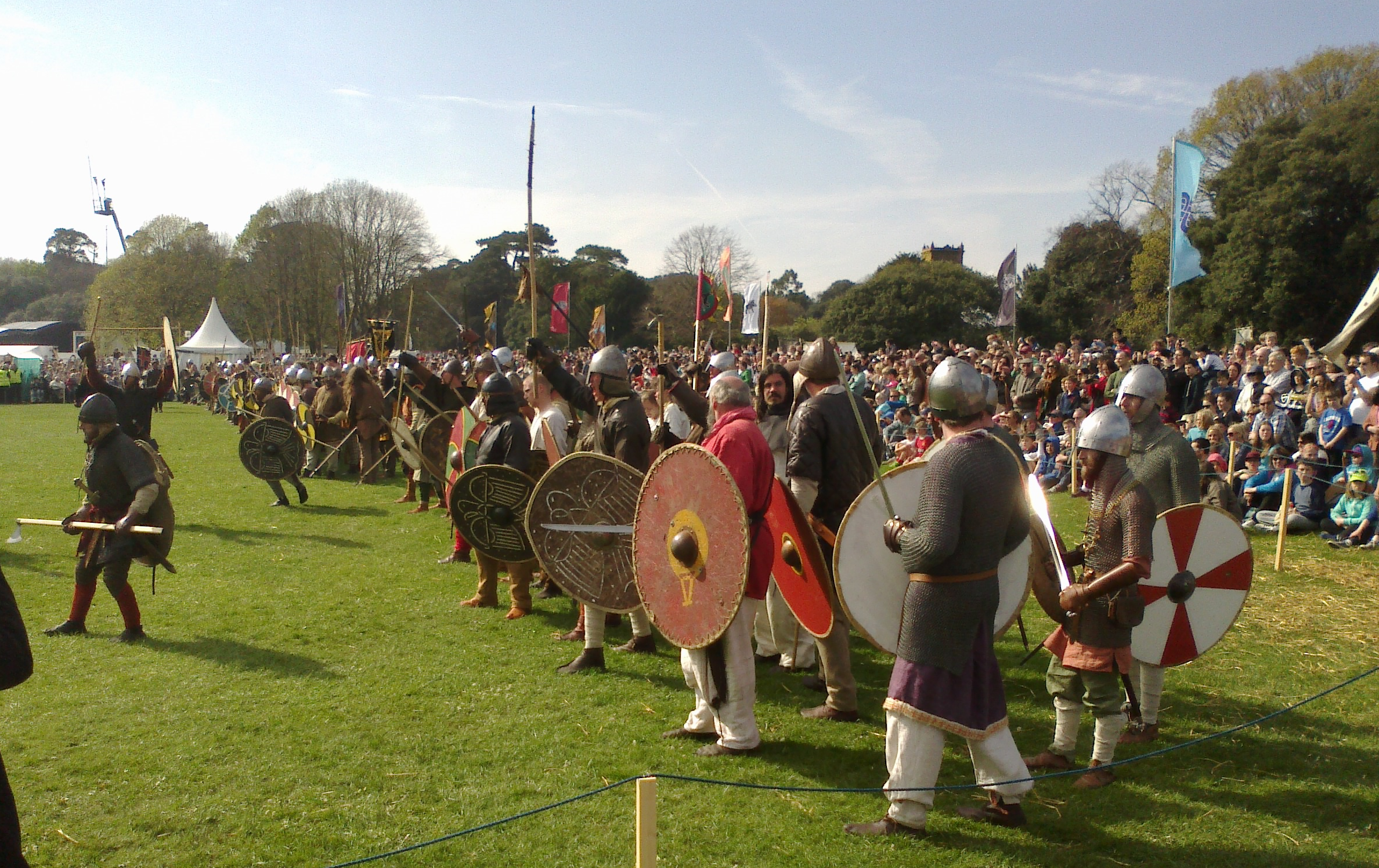
Les Vikings à la bataille de Clontarf, reconstitution pour les fêtes du millénaire à Dublin, 19 avril 2014.

Les décennies qui suivent voient une rivalité montante entre Máel Sechnaill et le roi de Munster, Brian Boru, qui tente d'étendre son emprise sur l'Osraige, le Meath, l'Uisneach et remporte une victoire navale en 988 contre le Connacht. Máel Sechnaill et Brian se partagent l'Irlande en 997 et, en 999, sont peut-être alliés à la bataille de Glenn Máma contre les Vikings de Dublin. Une fille de Brian, Sláine, est par ailleurs mariée à son futur adversaire Sigtryggr Silkiskegg, prince héritier de Dublin. Brian remporte la bataille de Clontarf, livrée le Vendredi saint de l'an 1014, où il trouve la mort. Clontarf a longtemps été considérée dans l'imaginaire irlandais comme le symbole de la résistance gaélique aux Vikings, et Brian Boru comme un héros national, mais la bataille l'opposait en réalité au Leinster révolté, allié au roi de Dublin Sigtryggr Silkiskegg. L'hégémonie de Brian Boru ne lui survit pas et Máel Sechnaill redevient haut-roi après sa mort,. Les Vikings de Dublin mènent encore des raids contre Kildare, Glendalough, Clonard et Armagh en 1016 mais sont repoussés par Máel Sechnaill ; celui-ci remporte une victoire finale sur eux en 1022, un mois avant sa mort, et, la même année, la flotte de Dublin est battue par celle d'Ulster. 
Les successeurs de Máel Sechnaill sont appelés rí Érenn co fressarba (« hauts-rois avec opposition ») dans les annales irlandaises : suivant l'exemple de Brian Boru, ils n'hésitent pas à s'emparer du titre par la force, au détriment des Uí Néill dont l'hégémonie disparaît après cette période. Se succèdent ainsi Donnchad mac Briain de Munster († 1064), Diarmait mac Mail na mBo de Leinster († 1072), Toirdelbach Ua Briain de Munster († 1086), Domnall MacLochlainn d'Ailech († 1121), Muirchertach Ua Briain de Munster († 1119), Toirdelbach Ua Conchobair de Connacht († 1156), Muirchertach MacLochlainn des Cenél nEógain († 1166) et Ruaidri Ua Conchobair de Connacht, le dernier haut-roi avant l'invasion normande.
En 1069, Diarmait mac Mail na mBo mène une expédition en Angleterre pour appuyer une tentative de restauration des fils de Harold, le dernier roi saxon battu et tué par Guillaume le Conquérant ; elle se borne à un pillage de la côte.

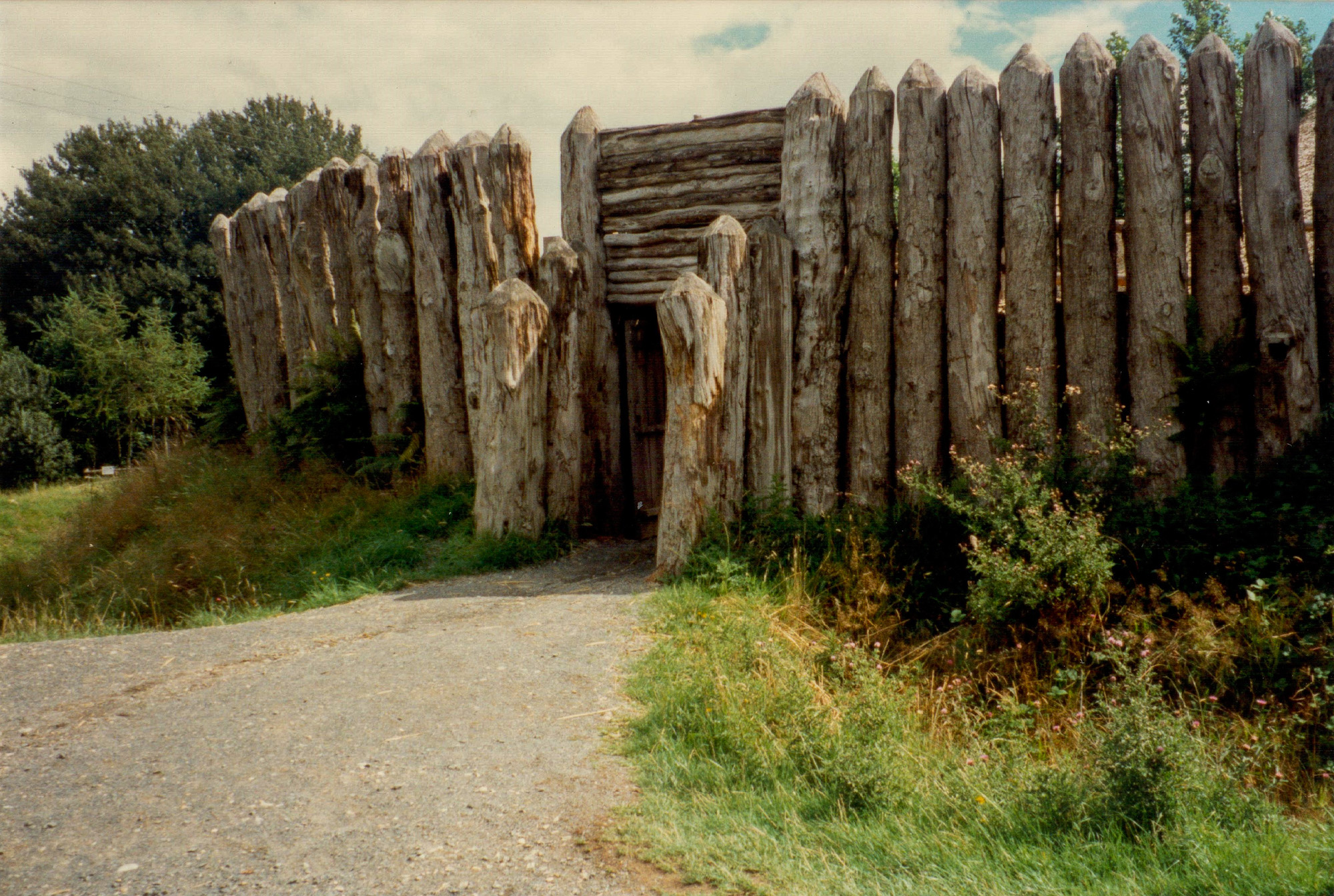
Entrée de l'enceinte de Wexford (reconstitution), Irish National Heritage Centre, août 1996.

Muirchertach Ua Briain, roi de Munster, est proclamé Ard-rí  en 1093 : il étend sa domination à une partie du Leinster et du Connacht. Il crée pour la première fois une structure étatique et transfère sa capitale à Limerick avec une ébauche de bureaucratie et des cadres issus des différents pays soumis. Il charge ses poètes de cour de créer une tradition qui établirait sa suprématie sur l'ensemble de l'Irlande. Il centralise le clergé autour de l'archevêché de Cashel dans l'actuel comté de Tipperary, avec des diocèses permanents qui ne dépendent plus du découpage des chefferies. Il conclut une alliance avec Magnus III de Norvège qui s'est emparé du royaume de Dublin : un mariage est conclu entre Sigurd, fils de Magnus, et Biadmaine, une fille de Muirchertach. Mais Magnus meurt dans une expédition en Ulster en 1103 et Muirchertach, gravement malade, se retire dans un couvent en 1116.
Le haut-roi Muirchertach Mac Lochlainn, roi des Uí Néill, du Nord, se prévaut d'avoir établi une « paix parfaite » entre les Vikings de Dublin et les Irlandais. En 1154, il se fait reconnaître comme roi de Dublin et livrer un tribut de 1 200 bovins. En 1161, son allié Diarmait Mac Murchada, roi de Leinster, s'empare de Wexford. En 1166, Ruaidrí Ua Conchobair, roi de Connacht, renverse le haut-roi Muirchertach Ua Briain et, en  1167, se fait reconnaître haut-roi à l'assemblée d'Athlone. Diarmait Mac Murchada part pour l'Angleterre et en revient avec une petite force de chevaliers normands qui lui permet de se maintenir en Leinster. En mai 1169, une force normande beaucoup plus importante débarque comme alliée de Diarmait Mac Murchada et met le siège devant Wexford : c'est le début de la conquête normande de l'Irlande.

## Structures politiques et sociales

### Letúathet la royauté

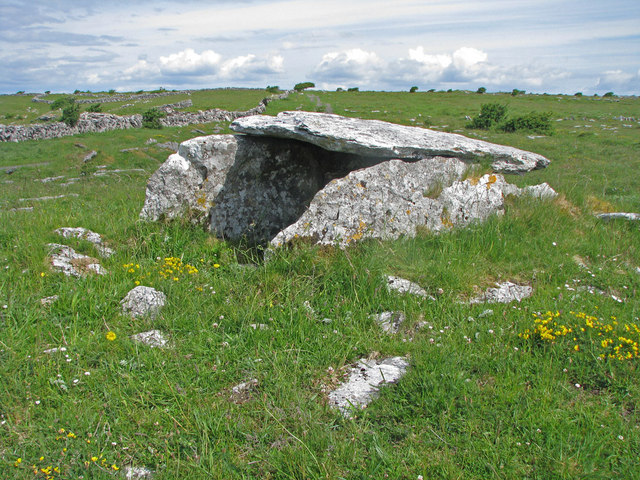
Tombe mégalithique de Ballymihil (Burren) photographiée en 2008 : les anciennes tombes à tumulus servent souvent de centre cérémoniel d'un túath.

Tout au long de cette période, l'unité politique de base est le túath qu'on peut traduire par chefferie ou peuple. L'île comte environ 150 túatha de taille inégale : les plus grands atteignent 300 km² et 5 000 habitants. Ainsi, le Tuad Mumu, qui correspond à l'actuel comté de Clare, entre le Connacht, le fleuve Shannon et la baie de Limerick, est partagé entre treize túatha. Le territoire qui deviendra à l'époque anglaise la baronnie de Burren compte onze túatha. Chaque túath comprend un manoir avec une enceinte plus ou moins vaste et une tour en pierres sèches, résidence du chef, un centre religieux chrétien, oratoire, église ou monastère, et un centre cérémoniel, généralement un tumulus de l'Âge du Bronze assimilé à la tombe d'un ancêtre commun. C'est sur ce tumulus que se fait la proclamation du souverain local, le rí tuathe. Ce roi, équivalent du rex latin, entouré par une série d'interdits et tabous d'origine préchrétienne, est le chef politique et militaire même si son pouvoir réel est limité. La royauté ne se transmet pas forcément de père en fils mais le roi choisit son héritier parmi les descendants mâles d'un arrière-grand-père commun.
Un roi peut étendre son pouvoir sur plusieurs túatha et prend alors le titre de ruiri (roi supérieur) : le comté de Clare, jusqu'au XIIe siècle, compte ainsi trois grandes chefferies ou mor-túatha, Corco Mruad au nord, Corco Baiscinn au sud et Dál Cais à l'est. Le ruiri peut affirmer sa suprématie sur les autres rois en exigeant un tribut, des otages et un contingent militaire. Par sa puissance et ses alliances, il peut s'élever à un pouvoir couvrant une des cinq provinces historiques appelées cóiceda (cinquièmes) : Meath ou Mide au centre, Leinster au sud-est, Munster au sud-ouest, Connacht ou Connaught à l’ouest et le royaume des Ulaid ou Ulster au nord-est. Enfin, quelques-uns prétendent au titre de Ard-rí ou « haut-roi », en principe le roi suprême de l'Irlande ; les Annales donnent ce titre à une douzaine de souverains mais deux seulement, Brian Boru, mort en 1014, et son petit-fils Muirchertach Ua Briain s'approchent d'un pouvoir effectif sur toute l'île.
Contrairement à d'autres pays d'Europe, la justice ne s'appuie pas sur un droit écrit importé, droit romain ou capitulaires carolingiens, mais sur un « droit naturel » (recht n-aicnid en irlandais, lex naturae en latin), reconnu à la fois par les nobles et par le peuple. Le clergé, à partir du VIIe siècle, tente de soustraire les ecclésiastiques à la justice laïque pour leur appliquer le droit canonique mais le particularisme irlandais ne fait que se renforcer au cours de la période et ce sont des religieux qui enregistrent à la fois le droit coutumier et la mythologie irlandaise.

### Une Église singulière

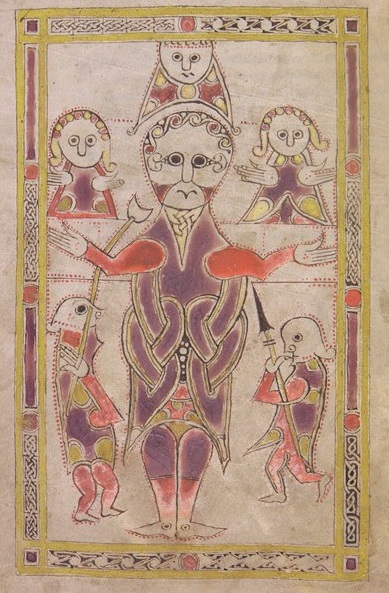
La Crucifixion, miniature d'un psautier irlandais, v. IXes.

L'Irlande pré-chrétienne avait déjà un système d'éducation élaboré avec plusieurs classes d'intellectuels : les poètes, les juges (brehon) et les druides. Elle reçoit le christianisme sans hostilité : on estime que l'île compte déjà 800 monastères à la fin du  VIe siècle. Le plus souvent, les moines vivent en cellules dispersées plutôt qu'en maison commune. Le monachisme irlandais fondé par Colomba d'Iona au VIe siècle se caractérise par une volonté d'isolement qui pousse les moines à partir pour des îles désolées ou des pays lointains, et à s'infliger de longs jeûnes et autres mortifications. Cependant, le mariage des moines semble assez bien toléré. Le monachisme féminin, développé depuis Brigitte de Kildare au tournant des Ve et VIe siècles, prospère dans une remarquable indépendance.  
L'organisation ecclésiastique est calquée sur celle des seigneuries : il y a un évêque par túath, un archevêque par mor-túath et un archevêque suprême par cóiceda. En l'absence de centres urbains, qui n'apparaîtront qu'avec les établissements vikings, l'évêque établit son siège dans un monastère qui est en même temps un centre économique et religieux : l'abbé-évêque est normalement issu d'une branche mineure de la famille royale. La sacralité chrétienne est parfaitement intégrée à la vie publique au point que le psautier de saint Colomba, le Cathach, sert de relique protectrice pour partir en guerre. Il arrive que des abbés-évêques se fassent la guerre pour revendiquer la tutelle des églises locales : ainsi, Cork annexe une dizaine d'églises proches et revendique celles de Ross ; en 807, un conflit avec Clonfert se termine par un massacre des moines de Cork ; en 824, les hommes de Kildare mettent à sac le monastère de Tallaght.

### Les Vikings, envahisseurs et partenaires

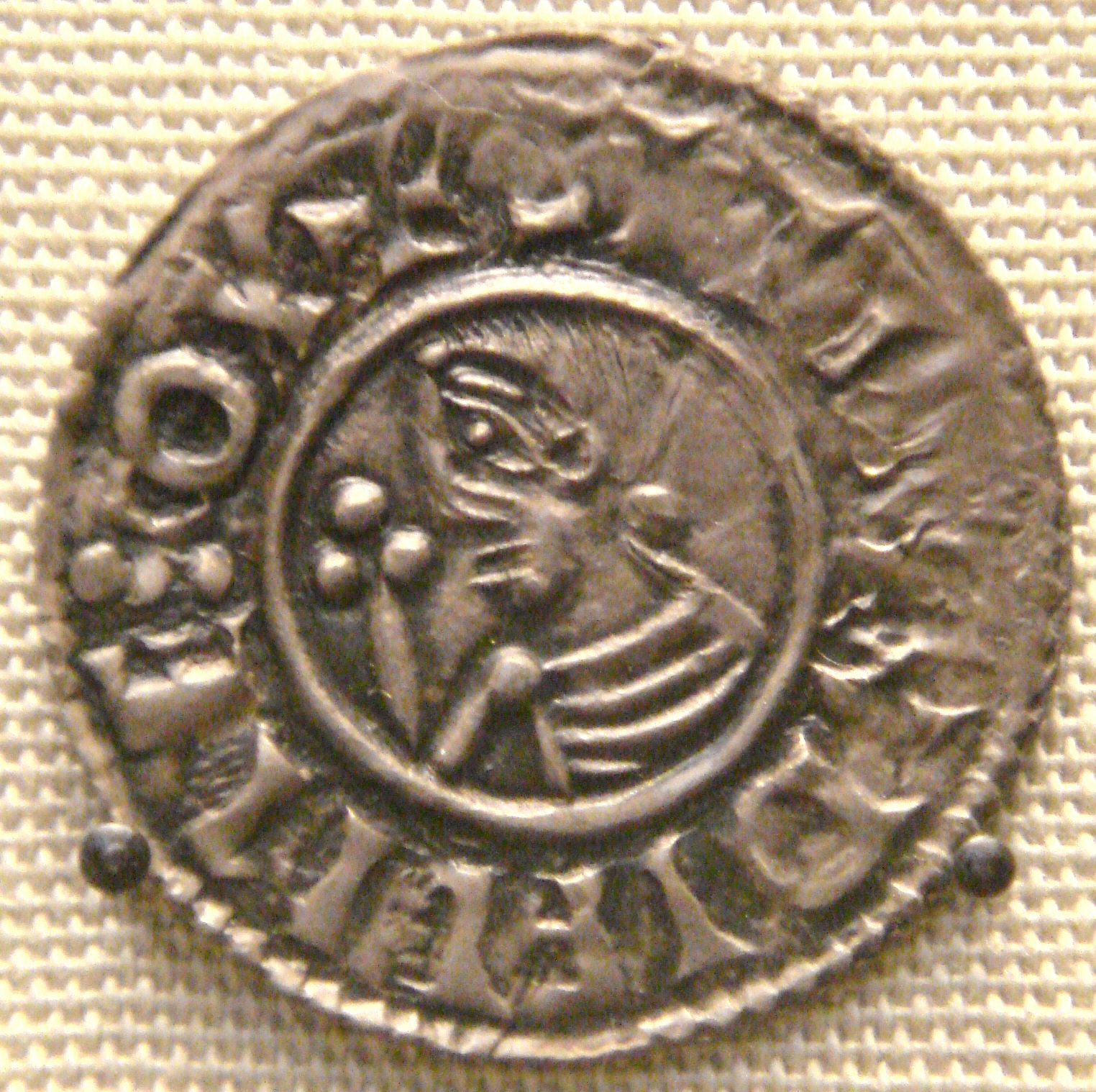
Monnaie de Sigtryggr Silkiskegg, roi de Dublin, v. 989-1036.

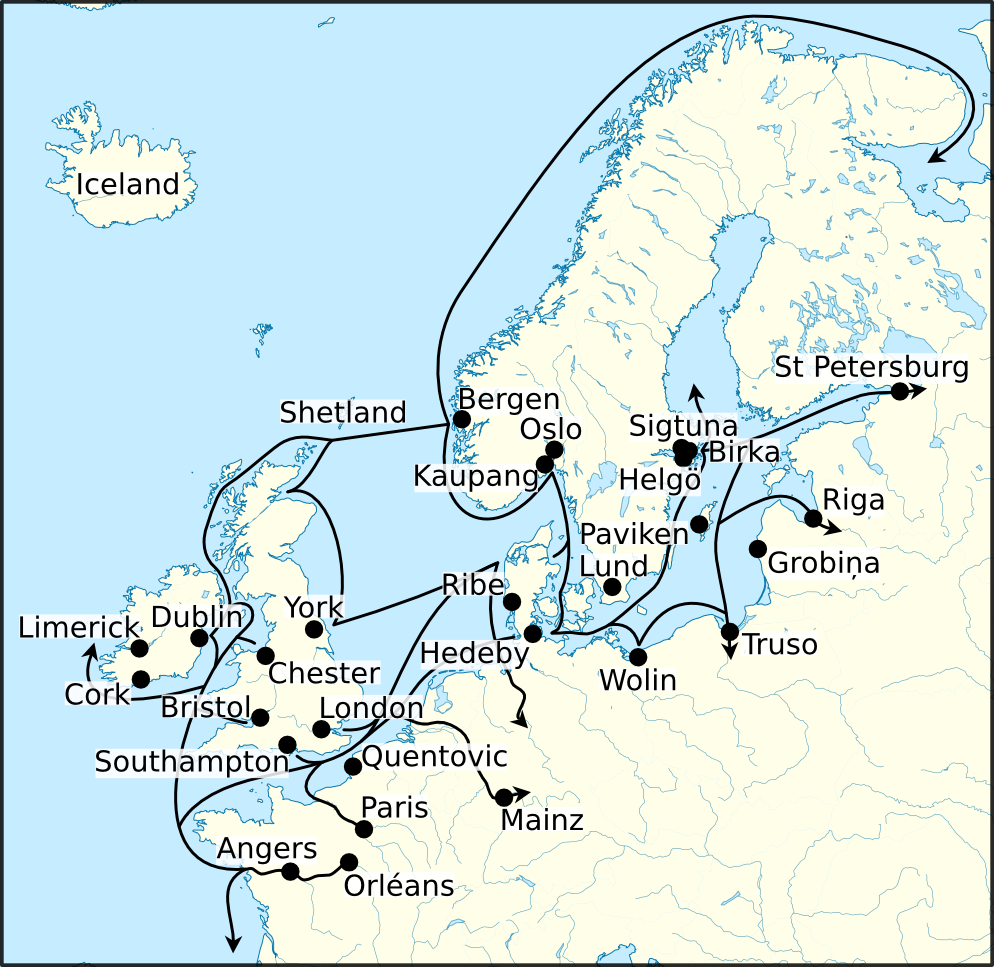
Routes commerciales des Vikings en Europe du Nord-Ouest.

Les Vikings mènent des raids de pillage à partir de 795 et fondent les premiers centres urbains de l'île : Dublin, fondée en 841 et qui atteint plusieurs milliers d'habitants au XIIe siècle, Limerick, Wexford, Waterford et Cork. Leur pouvoir ne s'étend cependant que sur un arrière-pays très étroit et la plus grande partie de l'île leur échappe. Ils sont désignés comme Gall, « étrangers », probablement du latin Gallus (Gaulois), ou comme Genti, « païens », ce dernier terme devenant moins fréquent avec la christianisation des Scandinaves. Malgré les échanges culturels et les intermariages, ils restent perçus comme étrangers après trois siècles de présence. Olaf Kvaran, roi viking exilé d'York en Angleterre puis roi de Dublin de 953 à sa mort en 981, épouse successivement deux princesses irlandaises et nourrit à sa cour des poètes aussi bien norrois comme Thorgils Orraskald qu'irlandais comme Cináed ua hArtacáin (en). Sigtryggr Silkiskegg, roi de Dublin de 995 à 1036, est fils d'une princesse irlandaise et neveu du roi de Leinster Máel Mórda mac Murchada ; sa défaite à la bataille de Clontarf est présentée par l'épopée comme la « bataille des Irlandais contre les étrangers » (Cogadh Gaedhel re Gallaibh) et le poète irlandais aligne pas moins de 27 adjectifs péjoratifs contre les « Danois vociférants, odieux, empoisonneurs, meurtriers, hostiles, le cœur endurci, païens », etc., malgré le fait qu'il y avait des Irlandais et des Vikings dans les deux camps.
Après Dublin, les principaux établissements vikings sont fondés dans la moitié sud de l'île, à l'opposé de leurs bases en Scandinavie et dans les archipels écossais, soit à cause de la forte résistance opposée par les rois d'Ulster dans le nord, soit parce que le sud constitue un meilleur point de départ pour des expéditions de pillage ou de commerce vers l'Europe continentale. Des avant-postes moins durables ont existé sur la côte ouest, à Donegal, Sligo et Galway. Dublin et les autres cités vikings dépendent de l'intérieur de l'Irlande pour la nourriture, le malt, le bois à brûler, le sel et la cire. Les échanges pouvaient être très profitables, comme en témoignent les trésors trouvés dans le sol irlandais : celui de Carrick dans le Westmeath  contenait 60 lingots pour un poids total de 31,8 kg d'argent. Des trésors d'argent monnayé ont été trouvés à Drogheda et à Dunmore Cave dans le comté de Kilkenny. Il s'agit presque toujours de monnaies importées, les souverains d'Irlande pratiquant peu la frappe monétaire. Ce dynamisme commercial ne compense que partiellement les lourdes pertes occasionnées par les pillages des Vikings et le recul culturel marqué par la destruction d'édifices, d'objets d'art et de manuscrits, mais la croissance redevient positive à la fin de la période quand les rois vikings christianisés cessent de piller les églises pour en construire comme la cathédrale Christ Church de Dublin.
Les textes parlent parfois de Norvégiens-Gaëls (en irlandais : Gall Gàidheal) mais, selon le contexte, il peut s'agir de Vikings nés ou établis en Irlande, ou issus de mariages mixtes, ou associés d'une autre manière. Les termes d'« étrangers noirs » (Dubgaill) et « étrangers blancs » ( Finngaill) sont aussi délicats à interpréter : plusieurs auteurs voient les premiers comme des Danois et les seconds comme des Norvégiens-Suédois sans qu'il y ait de preuves décisives dans un sens ou dans l'autre.

### Communauté et étrangers

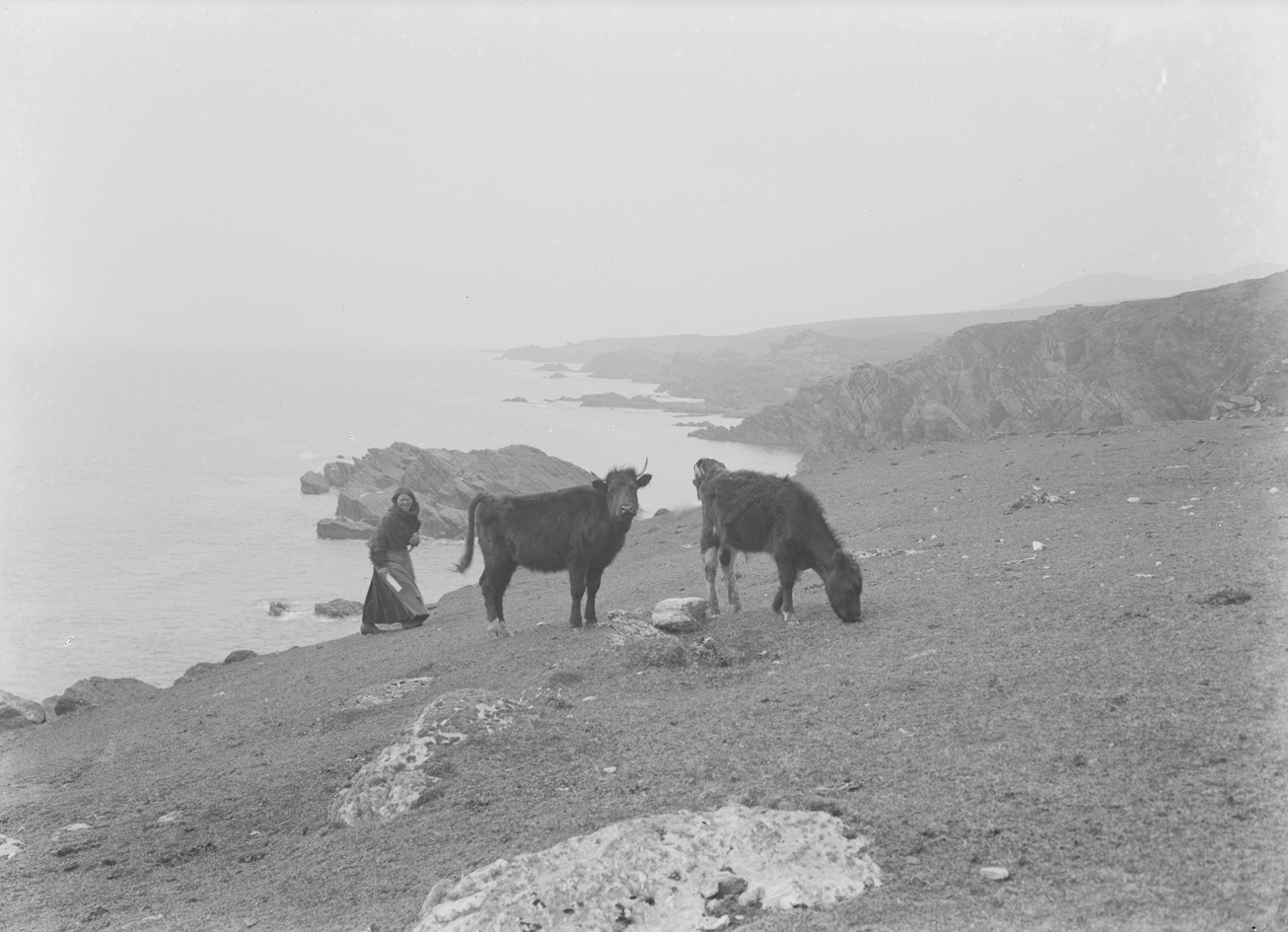
Femme gardant le bétail dans l'île d'Achill, comté de Mayo, v. 1910.

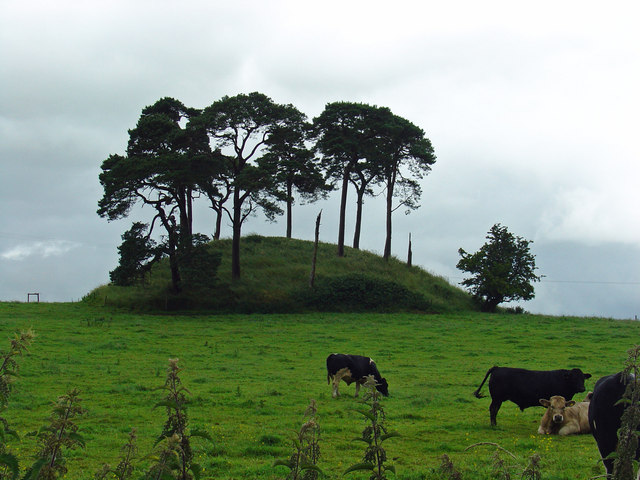
Bétail autour d'un tumulus néolithique dans le comté de Tipperary en juin 2009.

Les Irlandais vivent dispersés en hameaux : la communauté de voisinage, qui s'identifie en partie à la famille élargie (fine), travaille en commun aux semailles, aux moissons et à la garde du troupeau villageois. Chaque maison familiale dispose d'une portion de terrain clôturé sur les terres les plus fertiles (en anglais : infield) pour l'agriculture intensive et le jardinage, et d'un enclos (outfield) pour l'hivernage du bétail. Les terres de pâturage, sur les collines et petites montagnes, occupent généralement la plus grande partie du terroir. Pendant la belle saison, du 1er mai au 1er novembre, les bêtes pâturent en troupeau commun sur les terres les moins fertiles, chaque habitant ayant droit à un nombre de bêtes proportionné à sa richesse. Le Haut Moyen Âge semble avoir été une période relativement favorable au plan agricole et démographique, peut-être favorisé par des innovations comme la charrue à versoir. L'économie repose très largement sur l'élevage bovin pour la viande et les laitages ; le porc joue un rôle d'appoint et le mouton est élevé surtout pour sa laine.
La famille élargie  est au centre de la vie sociale. Le droit d'asile dans un sanctuaire ou une maison privée n'est pas reconnu dans sept cas : au voleur d'un essaim d'abeilles, à celui qui refuse d'être solidaire de sa parenté, au voleur, au meurtrier ou à la femme qui déserte son foyer tant qu'il ou elle n'a pas payé la compensation, à celui qui refuse de prendre soin de son père ou de sa mère vieillissants.
Le fine est aussi intéressé aux questions d'héritage et de vendetta. En cas d'extinction des premiers et seconds cousins, les biens passent aux troisièmes cousins, et ainsi de suite. Il est interdit de vendre sa terre à un étranger sans l'accord du fine. En cas de meurtre ou autre tort grave, le coupable doit payer à la fois le prix du sang (éraic ou cró) au seigneur et le « prix de l'honneur » (lóg n-enech) à la parenté, le montant variant selon le statut social de la victime. Si le coupable est insolvable et que sa parenté refuse de payer pour lui, il est livré à la famille de la victime qui peut le fouetter, le réduire en esclavage ou le tuer.
La relation à l'intérieur du fine est souvent limitée en pratique à la parenté au troisième degré (gelfhine), parfois augmentée de voisins associés, tandis que les degrés plus éloignés perdent de leur importance à partir du IXe siècle. Le gelfhine est collectivement responsable de l'impôt dû au seigneur. Son fonctionnement n'est pas égalitaire : le chef d'un groupe lignager (ágae fine ou cenn fine), généralement un membre plus âgé et expérimenté, joue le rôle d'arbitre et de garant. Un membre du groupe peut s'enrichir en prenant en tutelle les biens de neveux orphelins mineurs, ou par une razzia de bétail ou autre opération ; cependant, le conseil familial veille à ce que ses acquisitions en bétail ne déséquilibrent pas les possibilités du pâturage commun. Les orphelins et les membres endettés par le « prix de l'honneur » peuvent tomber dans la dépendance d'un parent riche ou d'un seigneur, dans des conditions qui évoluent vers l'esclavage. Le statut des femmes varie selon leur classe sociale ; elles ont quelques droits comme celui de demander le divorce mais leur part d'héritage se limite aux biens meubles, aux dons qu'elles ont reçus et au droit de rester sur la terre familiale
.
Le droit irlandais reconnaît un statut privilégié à quatre catégories d'étrangers : ecclésiastique lettré, homme d’Église, seigneur et poète. Les ecclésiastiques voyageurs contribuent au rayonnement du christianisme celtique. Hormis ces cas, l'étranger qui n'est pas soutenu par un clan familial capable de payer ou exiger pour lui le « prix de l'honneur » se trouve en bas de l'échelle sociale. Il est désigné par des termes péjoratifs, « naufragé » (« rejeté par la mer ») ou « chien gris ». Alors que la compensation due pour « prix de l'honneur » d'une femme est la moitié de celle de l'homme s'ils sont du même  túath, le prix de l'étranger marié à une femme locale vaut la moitié de celle-ci.

## Un rayonnement culturel

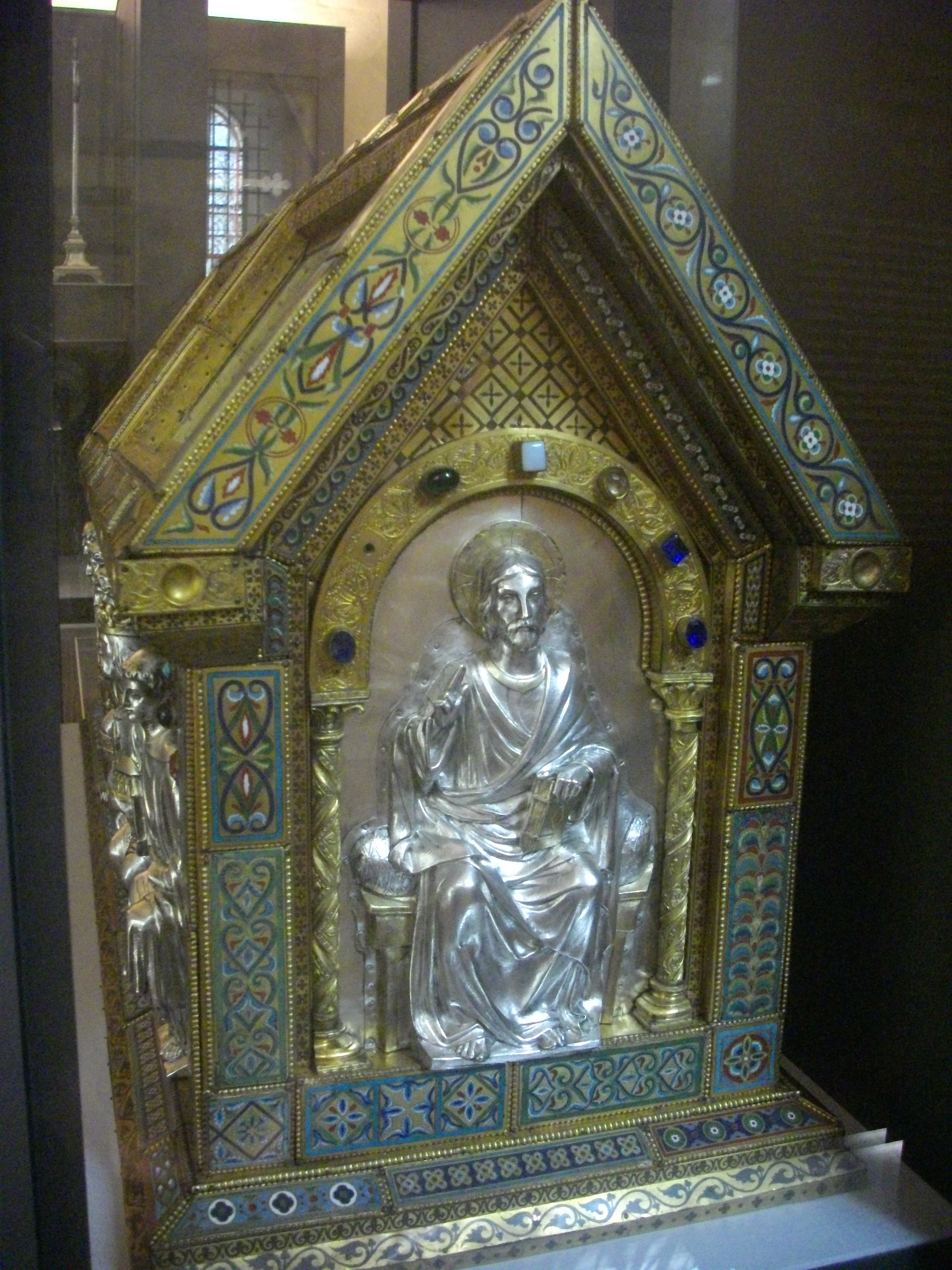
Reliquaire de Malachie d'Armagh (1094-1148), cathédrale de Troyes.

L'évolution culturelle de l'Irlande est marquée par des échanges continus entre deux cultures élitistes, celles des bardes (filid) et celle des clercs chrétiens. Les uns et les autres sont des figures reconnues dans leur pays et les Annales, entre 797 et 1002, enregistrent régulièrement leur décès. À partir de 800, la menace de rupture culturelle induite par l'invasion des Vikings païens incite les clercs à utiliser de plus en plus l'irlandais à côté du latin pour conserver leur audience, et à développer une vaste tradition pseudo-historique et généalogique. Ils parviennent à intégrer les héros de la mythologie irlandaise à l'histoire chrétienne du Salut.
Les lettrés irlandais du Haut Moyen Âge sont connus pour leur production en poésie, textes de piété, calculs de comput et législation.
Les voyages des moines irlandais vers le continent commencent avec Colomban de Luxeuil au VIe siècle ; cependant, son œuvre dans le royaume des Francs reste ignorée dans son île natale où aucun culte ne lui est rendu. Au IXe siècle, d'autres lettrés irlandais tiennent une place éminente à la cour des Carolingiens comme Jean Scot Érigène et Sedulius. Ces clercs, connus comme « pélerins », assurent un rayonnement durable de la culture irlandaise sur le continent.